# Elymana inornata
Elymana inornata är en insektsart som beskrevs av Van Duzee 1892. Elymana inornata ingår i släktet Elymana och familjen dvärgstritar. Inga underarter finns listade i Catalogue of Life.